# W1XAY
 (juin 2021).
 (mai 2021).
W1XAY est  l'une des premières stations de télévision au monde, fondée le 14 juin 1928. Elle s'appelait à l'origine « WLEX » d'après le nom de sa station de radio sœur, basée à Lexington, Massachusetts, États-Unis (près de  Boston. Cette radio est aujourd'hui devenue  WVEI à  Worcester.
La station de télévision diffusait sur une longueur d'onde de 85,7 mètres (3,5 MHz), avec 48 lignes verticales de résolution et 18 images par seconde. Elle a cessé son activité en mars 1930.
WIXAY appartenait au journal The Boston Post, qui possédait également WLEX.
Les lettres d'appel WLEX sont actuellement utilisées par WLEX-TV, la filiale du réseau de télévision NBC de Lexington, Kentucky.